# أمريكو توماس
أمريكو توماس (بالبرتغالية: Américo Tomás) (و. 1894 – 1987 م) هو سياسي من البرتغال ولد في لشبونة.

## روابط خارجية
- أمريكو توماس على موقع مونزينجر (الألمانية)